# FOXP4
FOXP4‏ (Forkhead box P4) هوَ بروتين يُشَفر بواسطة جين FOXP4 في الإنسان.